# Куктош
Куктош (тадж. Кӯктош; до 2008 года — Стаханов) — село в районе Рудаки Республики Таджикистан. Входит в состав джамоата (сельской общины) Чоргултеппа.
Находится на расстоянии 1 км от районного центра (пгт. Сомониён).
Население — 3240 чел. (2017).